# 乙酰氧基

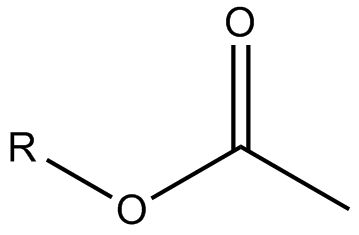
乙酰氧基

乙酰氧基（英語：Acetoxy group）是一种结构为-O-C(=O)-CH3的官能团，被用于保护醇羟基。
上保护基的方法：
- 与乙酰氯在碱（如三乙胺）存在下反应；
- 与活泼的乙酸酯或乙酸酐反应。

脱保护基的方法：
碱性（pH>9）或酸性（pH<2）环境水解，或与甲醇钠之类的碱在甲醇中反应。